# Stare Gralewo
Stare Gralewo – wieś sołecka w Polsce położona w województwie mazowieckim, w powiecie płońskim, w gminie Raciąż. Obok miejscowości przepływa rzeczka Rokitnica, dopływ Raciążnicy.

## Historia

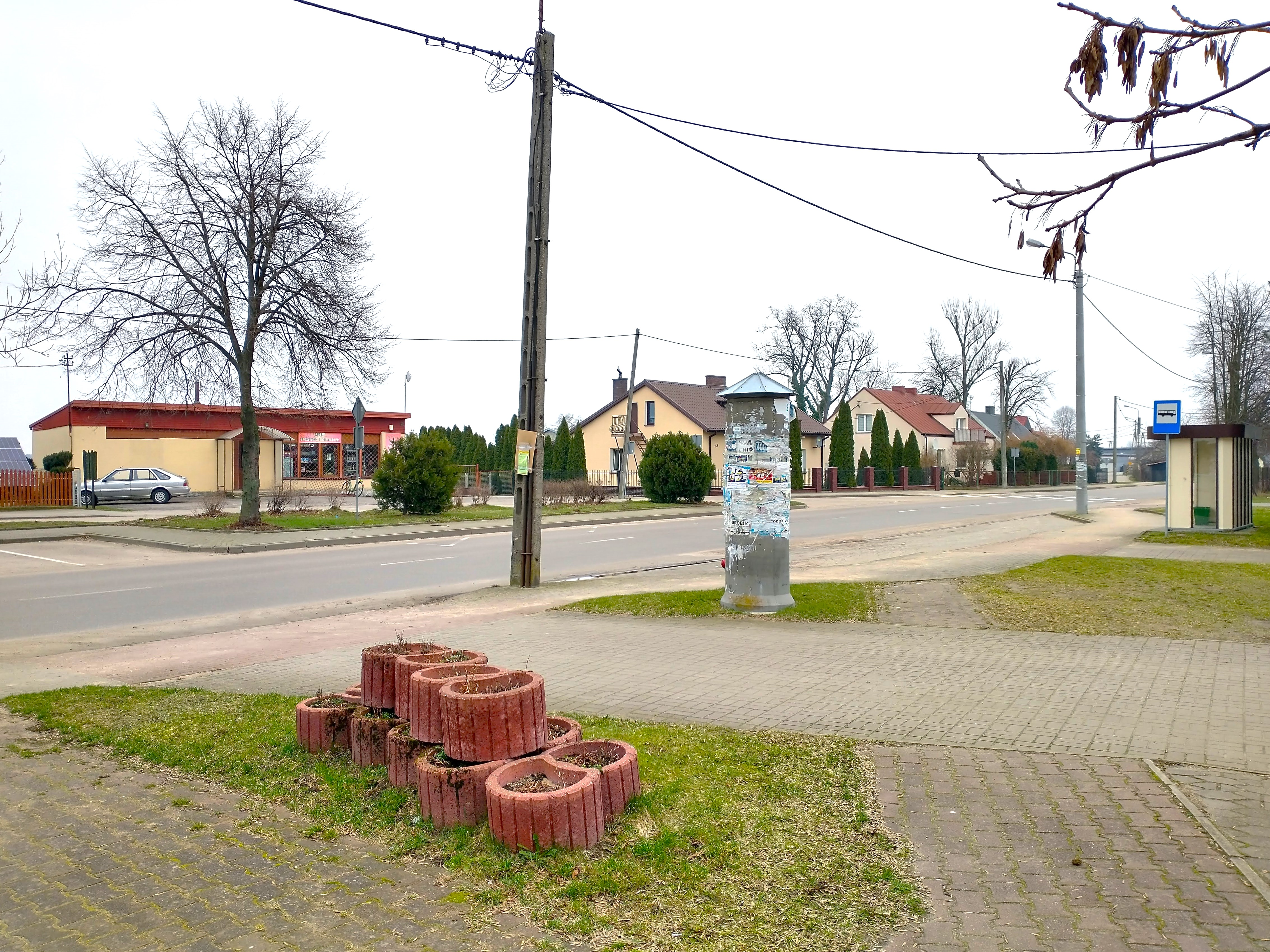
Centrum wsi

Podczas okupacji niemieckiej we wsi działał niemiecki obóz pracy. 4 sierpnia 1943 Niemcy zamordowali przy kościele dziesięć osób w publicznej egzekucji.
Do 1954 roku siedziba wiejskiej gminy Strożęcin. W latach 1954–1972 wieś należała i była siedzibą władz gromady Gralewo. W latach 1973–1976 gminy Gralewo. W latach 1975–1998 miejscowość administracyjnie należała do województwa ciechanowskiego.
Urodził się tu Stanisław Pomianowski (ur. 19 kwietnia 1897, zm. 7 kwietnia 1980 w Londynie) – polski rolnik, działacz społeczny, poseł na Sejm IV kadencji (1935-1938) w II Rzeczypospolitej.
Miejscowość jest siedzibą rzymskokatolickiej parafii św. Małgorzaty w dekanacie raciążskim, diecezji płockiej.